# Chak 17/14L
Chak 17/14L (ourdou, pendjabi : چک 17/14) est un village du Pendjab, au Pakistan.

## Lieu
Chak 17/14L est un village du Pendjab, au Pakistan dans le district de Sahiwal, près de la ville de Iqbal Nagar. Le village est situé sur Burewala Road. Le village est à environ 5 km de la route nationale aussi connu comme Grand Trunk Road.